# ITV子午線
ITV子午線，舊名子午線廣播（Meridian Broadcasting），是獨立電視網（ITV）特許經營者之一，播出地區是南英格蘭及東南英格蘭。該公司自1993年1月1日凌晨0時開始播出電視節目，取代南方電視台（TVS）成為南英格蘭及東南英格蘭的獨立電視網業者。現在ITV子午線由獨立電視公司所有管理。2006年12月29日，子午線廣播公司更名為ITV子午線公司（ITV Meridian Ltd）。和其他獨立電視公司所有的地方ITV公司相同，該公司在公司註冊處被列為「休眠公司」。
ITV子午線在漢寧頓、米德赫斯特、洛里奇、懷特霍克希爾、哈斯廷斯、希斯菲爾德、唐橋井、布魯貝爾希爾、多佛設有發射站。2015年開始，牛津從ITV中部轉為ITV子午線的播出區域。
ITV子午線的攝影棚位於漢普郡惠特利，製作三個副區域的地方新聞節目，包括英格蘭南海岸、東南英格蘭、泰晤士谷。

## 歷史

### 成立
ITV子午線在1991年以子午線廣播公司的名義成立。該公司的主要股東包括Mills & Allen國際（MAI）、Selectv（15%）和中部獨立電視（20%）。子午線廣播計劃作為公開廣播商運作，換言之自身較少製作節目，而是主要委託外部的獨立製作公司負責節目製作。
在1991年的ITV特許經營權競標中，子午線的三個競爭對手包括當時的特許經營權持有者南方電視台（TVS）、卡爾頓通信股份、CPV-TV。子午線廣播出價3,650萬英鎊，低於TVS的5,980萬英鎊。但TVS因其的商業計劃欠佳而被拒絕。在其他三個競標業者中，子午線廣播出價最高，因此獲得特許經營權。

### 開始播出
子午線廣播在1993年1月1日凌晨接替南方電視台，開始播出節目。其第一個節目是《子午線最初的10分鐘》（Meridian – The First 10 Minutes），由德比·斯勞爾在溫徹斯特座堂外主持，介紹了子午線廣播即將播出的節目。子午線廣播開播第一天的其他節目有邁克·佩林的紀錄片《子午線的第一夜》（First Night on Meridian），以及三個副區域最初的《子午線新聞》（Meridian News）。子午線強力宣傳其新ITV成員的身份，在TVS停播前的數週就開始播出大量廣告，並且還將公司商標和其他商品合作，如觀眾可在南部的福特經營商購買特殊版福特嘉年華子午線汽車。

### 開播之後
在開始播出6個月後，子午線和HTV、西部電視台、海峽電視及S4C共同組建了廣告公司，由子午線和HTV負責運營。
不久之後，MAI在1994年購買了東英格蘭的ITV特許經營權業者盎格利亞電視台。MAI在翌年成為贏得英國第五台特許經營權的財團的主要股東之一。1996年，MAI和聯合報業公司（United Newspapers）共組聯合新聞和媒體公司（UNM）。該公司擁有每日快報、子午線廣播、盎格利亞電視，並通過約克郡郵報間接成為約克郡泰恩提茲電視（約克郡電視和泰恩提茲電視的所有者）的大股東。1997年，UNM將其持有的約克郡泰恩提茲電視股權售給格拉納達電視台，使其得以控制約克郡電視]]和泰恩提茲電視。之後UNM同意自蘇格蘭電視台購買HTV20%的股權.1997年6月28日，UNM以3.7億英鎊的價格完全收購HTV。
1999年時，曾出現過UNM和其競爭對手卡爾頓電視台合併的計劃。但由於UNM拒絕必須出售子午線廣播這一交易條件，談判隨之擱淺。最終UNM決定將其持有的電視部門出售給格拉納達股份。但由於當時法律規定單一公司不得控制過多的觀眾份額，因此UNM將HTV的廣播部門出售給卡爾頓電視。作為交換，中部獨立電視繼續持有其在子午線20%的股權。

### ITV子午線
2002年，格拉納達電視和卡爾頓電視決定合併它們所控制的ITV各區域品牌，子午線廣播也因此更名為ITV子午線，並且所有非地區性節目均以「ITV1」名稱播出。2004年卡爾頓電視和格拉納達電視合併成立獨立電視公司後，這一傾向更加明顯。同年ITV子午線從南安普敦的電視中心搬遷至惠特利的新攝影棚。在隨後數年，ITV子午線的員工人數逐漸減少，其經營規模大幅縮小。在邁克·格雷德（Michael Grade）宣布將把區域節目從17個裁撤至9個時，撤併達到了高潮。這一計劃在2008年得到了Ofcom批准。曾分為三個版本的新聞節目《子午線今夜》改為單一版本（但南部和東南部有部分不同的預錄內容）。這一計劃導致子午線過半員工被裁員，所有希望留在公司的員工需要重新申請工作。一些員工選擇辭職，很多員工失去工作，並曾有過罷工計劃
現在ITV子午線唯一的自製節目是地方新聞節目。2013年，Ofcom通過了新的地方新聞方案，撤回了2009年的變更。子午線的播出地區重新恢復播出三個版本的地方新聞（南部、東部和泰晤士谷）。但是為了維持低成本，平日傍晚6時的半小時新聞包括至少20分的地方新聞（泰晤士谷為10分），並且允許使用區域外的「共享素材」，且繼續由同一播報團隊在同一攝影棚內使用預錄素材。ITV子午線還每月播出一次區域性政治節目《The Last Word》。

## 攝影棚

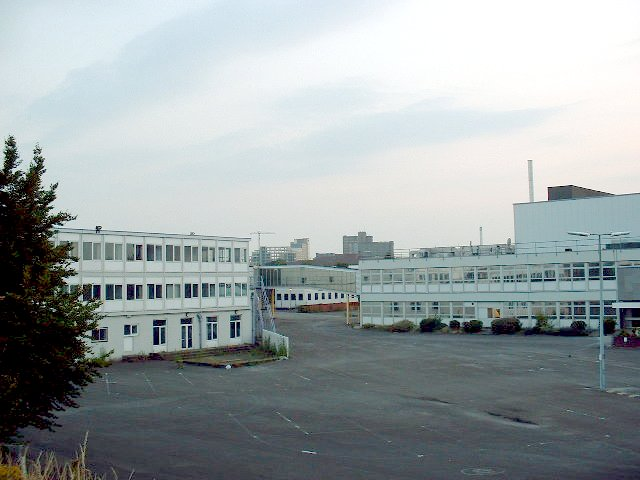
位於南安普敦的前子午線攝影棚

子午線在1991年獲得特許經營權時，曾計劃購買建築作為攝影棚使用，以製作地方新聞。這是因為子午線並無計劃自製節目，而是計劃從獨立製作公司購買節目。但TVS失去特許經營權時，有意轉型為一家獨立的節目製作公司，並保留了其位於梅德斯通的東南分部攝影棚。子午線因此購買了TVS在南安普敦的攝影棚。

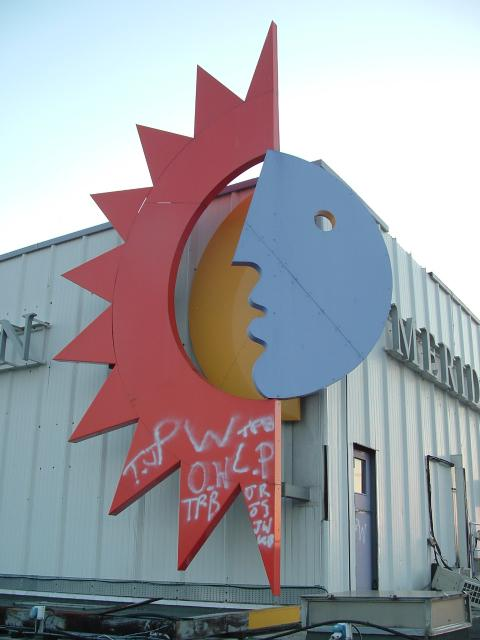
南安普敦攝影棚內子午線廣播公司的標誌

子午線之後很好利用了這些攝影棚。優勢子午線會出租給獨立製作公司以製作節目。在英國第五台屬於聯合新聞及媒體公司（United News & Media）的時期，第五台曾經在製作做一些節目。但是因子午線本身並不製作新聞以外的節目，這一設施對子午線來說仍然太大了。2004年獨立電視公司決定撤併地方新聞節目之後，子午線於同年關閉了其在南安普敦的工作室，並搬遷至惠特利。新總部位於索倫特商務園（Solent Business Park）的Forum One的地區。包括新聞部門和技術部門、轉播部門，並擁有三個小型新聞攝影棚。
2008年夏季，子午線位於南安普敦的攝影棚開始拆除，並計劃修建多層公寓。但截止2010年12月，該區域仍是空地。
由於租賃合同取消，ITV子午線在2011年10月22日至23日搬遷至索倫特商務園的Fusion Three新址，和舊址隔街相望。新總部包括兩個小型攝影棚，其中一個用來製作《ITV新聞子午線》（ITV News Meridian），另一個用於製作三個子區域的天氣預報。

## 副區域
子午線開播時將其的地方新聞分為三個區域，各自播出不同版本的《子午線今夜》，包括：
- 南部：包括多塞特郡中部和東部、懷特島、西薩塞克斯郡大部分地區、東薩塞克斯郡的布萊頓-霍夫沿海地區、漢普郡南部和威爾特郡南部。最初自南安普敦的子午線總部播出。
- 東部：包括東薩塞克斯郡、肯特郡、艾塞克斯郡南部和西薩塞克斯郡部分地區。1994年之前曾自梅德斯通攝影棚（英语：The Maidstone Studios）播出，後遷至紐黑斯（New Hythe）播出。
- 西部：包括伯克郡、漢普郡北部、威爾特郡北部和薩里郡，最初自紐伯里播出。

直到2001年紐伯里部門關閉，西部攝影棚整合入南安普敦總部之前，這一區域分配沒有大的變化。子午線在2004年遷至惠特利時，三個版本的《子午線今夜》均遷至惠特利製作，紐黑斯的攝影棚因此關閉。因東南部新聞節目製作地點距其播出地區最近距離也有60英里，這一舉動引起了爭議。
2006年12月4日，子午線西部地區和ITV中部的南部副區域合併為ITV泰晤士谷地區。新服務從惠特利播出，使用ITV中部在泰晤士河畔阿賓頓的基地作為主要新聞收集中心。
ITV在2007年9月公佈的撙節計劃在2008年10月得到Ofcom同意，三個副區域被一個新聞節目取代。該節目的前半部分分為東半版和南部/泰晤士谷版，部分內容錄播。2009年2月9日，新節目播出了第一期。2013年，隨著ITV刷新品牌形象，《子午線今夜》被《ITV新聞子午線》（ITV News Meridian）取代。2013年7月23日，ofcom批准了恢復新聞副區域的提議。這一決定令ITV新聞子午線現在在晨間、午間和週末在南部及東南部播出不同的新聞節目，傍晚6時的節目有亦各自有20分的獨立時間。在泰晤士谷地區，亦計劃在傍晚6時播出10分的地方新聞，並在平日《ITV十點新聞》後播出地方新聞。

## 標誌
子午線廣播最初的標誌使用的橙色、黃色和藍色，組合為日月臉形標誌。1996年9月2日開始，該標誌搭配深紫色/藍色背景使用。1998年10月5日後，又改用黃色背景。1999年11月8日後，子午線廣播更強調獨立電視網的心形標誌，自身標誌僅在節目片尾時以很小的尺寸出現。2002年10月後，英格蘭和威爾斯的獨立電視網特許經營者不再使用自身的標誌，唯一的例外是在地方自製節目播出前會在「ITV1」的標誌下加上「Meridian」字樣。但數年後，全部地方標誌均被棄用。

## 外部連結
- itv.com上《ITV Meridian 》的資料